# Léglise
Léglise é um município da Bélgica localizado no distrito de Neufchâteau, província de Luxemburgo, região da Valônia.